# Die Säulen der Erde (Spiel)
Die Säulen der Erde ist ein Gesellschaftsspiel von Michael Rieneck und Stefan Stadler, das im Jahr 2006 im Kosmos-Verlag erschienen ist. Es greift die Thematik des gleichnamigen Romans von Ken Follett auf: Die Spieler beteiligen sich am Bau einer mittelalterlichen Kathedrale. Gespielt werden kann mit zwei bis vier Spielern, eine Partie dauert etwa 90 bis 120 Minuten. Als Zielgruppe werden Spieler ab zwölf Jahren angegeben.
Hinsichtlich der historischen Thematik, der ausgefeilten Spielregeln und der aufwendigen Gestaltung handelt es sich um einen typischen Vertreter der modernen Autorenspiele. Durch die Auszeichnung mit dem deutschen Spielepreis 2007 und die Aufnahme in die Empfehlungsliste der Jury des Spiels des Jahres erlangte die Brettspielumsetzung große Bekanntheit. Im Oktober 2007 war das Spiel eins der vier Brettspiele, die an der europäischen Brettspielmeisterschaft gespielt wurden. Ein Jahr nach der Erstverlegung hat der Kosmos-Verlag noch eine Erweiterung herausgebracht.

## Hintergrundgeschichte
Das Spiel versetzt die Spieler an den Anfang des 12. Jahrhunderts. Im Auftrag eines Priors beteiligen sie sich am Bau einer Kathedrale in der fiktiven englischen Stadt Kingsbridge. Als einer von mehreren erfahrenen Baumeistern angeheuert, gilt es, zusammen mit den anderen das monumentale Bauwerk fertigzustellen und dabei nach Möglichkeit den größten Beitrag zum Bau zu leisten. Angeheuerte Arbeitskräfte müssen gemäß dem aktuellen Rohstoffbedarf Stein, Holz und Sand abbauen. Kommen andere Arbeiter zuvor, verbleibt nur noch der Einkauf am Rohstoffmarkt. Doch Löhne für gute Handwerker und die königlichen Steuern schneiden zusätzlich ins Budget. Auch sonst sind die Arbeitsbedingungen angespannt: von einem strengen Winter bis zum Einsturz bereits erbauter Kathedralenteile reicht die Spanne der eintretenden Ereignisse.
Inhaltlich orientiert sich das Spiel damit sehr stark an der Romanvorlage von Ken Follett. Lediglich die Hauptfigur des Tom Builder wurde nicht übernommen, da die Spieler selbst die Rolle der Baumeister einnehmen. Sowohl die in der Umgebung der Kathedrale eingezeichneten Ortschaften als auch diverse namentlich erwähnte Figuren sowie die eintretenden Ereignisse stammen aus dem zugrundeliegenden Werk.

## Spielablauf
Eine Partie besteht aus sechs Runden, die jeweils mit dem Bau eines Teils der Kathedrale beendet werden. Im Laufe des Spieles erwächst so in der Mitte des Spielplanes ein hölzernes Monument, mit dessen Vollendung auch das Spiel sein Ende findet. Wer bis dahin die meisten Siegpunkte für sich verbucht hat, gewinnt das Spiel. Diese Siegpunkte werden mit Zählsteinen auf einer Leiste am Spielfeldrand aufsummiert, daneben gibt eine weitere Leiste das aktuelle Goldvermögen der einzelnen Spieler an. Sollten zum Spielende zwei oder mehrere Spieler gleich viele Siegpunkte haben, entscheidet ihr Goldvermögen.

### Rundenablauf

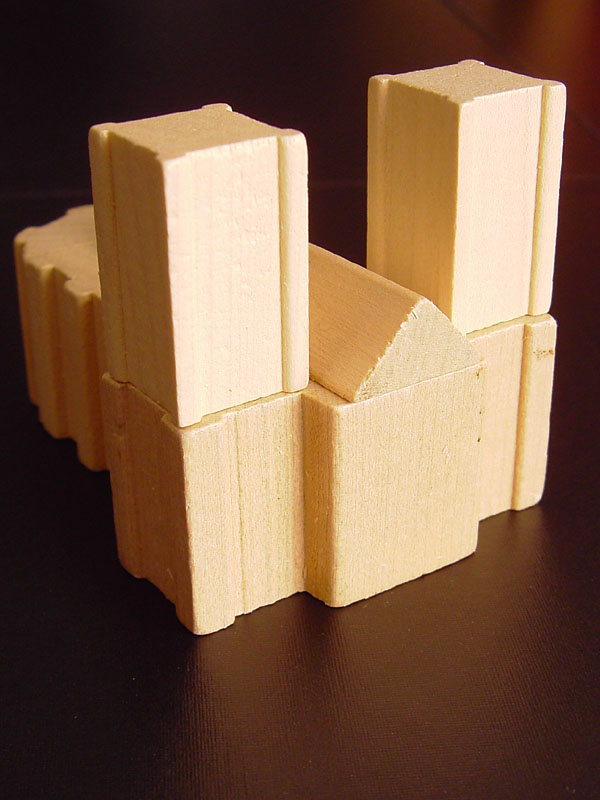
Die Kathedrale wird im Verlauf des Spiels von den Baumeistern errichtet

Nachdem sich zum Rundenanfang reihum die Spieler mit neu aufgedeckten Handwerkern ausgerüstet oder ihre Arbeiter zu den Rohstoffstädten entsandt haben, beginnt die spielbestimmende Phase. Für jeden Spieler werden drei Baumeisterfiguren seiner Farbe in ein Leinensäckchen gegeben. Diese werden nach und nach blind gezogen, der entsprechende Spieler entscheidet daraufhin, wohin er den Baumeister entsenden möchte. Rund um Kingsbridge können die Baumeister an verschiedenen Orten Vorteile für den Spieler erlangen. So kann eine Entsendung zum Bischofssitz vor negativen Ereignissen schützen, ein frühes Auftreten am Markt eine gute Rohstoffverfügbarkeit sichern oder ein Bote zum Königshof eine Steuerbefreiung einbringen. Aber auch neue Handwerker oder verschiedene Vorteilskarten können durch einen ausgeschickten Baumeister erworben werden. Da die meisten Orte nur von einem einzigen Baumeister besucht werden können, hat ein Spieler, dessen Baumeister früh gezogen werden, Vorteile. Zum Ausgleich kostet das Aussenden der Baumeister umso mehr Gold, je früher sie ins Spiel kommen. Kann oder möchte ein Spieler einen früh gezogenen Baumeister nicht einsetzen, wird er zunächst zurückgestellt und wird nach allen anderen ins Spiel gebracht.
Sind alle Baumeister verteilt, werden die 14 Stationen rund um die Kathedrale der Reihe nach ausgewertet. Letzte Station ist dabei der Kathedralenbau. Hier darf jeder Spieler die erlangten Rohstoffe durch seine Handwerker gemäß ihren Fertigkeiten an der Kirche verbauen.

### Spannungselemente
Je hochwertiger die Materialien und die Künste des Handwerkers sind, desto mehr Siegpunkte erlangt der Spieler für die Hilfe am Bau. Mörtelmischer oder Schreiner, die am Rohstoffmarkt günstig gehandelten Kies oder Holz verarbeiten, bringen also weniger Siegpunkte als Bildhauer oder Orgelbauer, die teurer gehandelte Rohstoffe wie Stein oder Metall verarbeiten. Da während des Spieles immer neue und vor allem bessere Handwerker hinzukommen, nehmen auch die von den Spielern erreichten Siegpunkte von Runde zu Runde zu. Ein Vorsprung einzelner Spieler in den ersten Runden kann somit leicht wieder eingeholt werden, wodurch die Spannungskurve während des Spieles aufrechterhalten wird.
Ein weiteres maßgeblich spannungsbildendes Element ist die Vielfalt der Möglichkeiten beim Ziehen der Baumeister; viele unterschiedliche Taktiken können hier zum Sieg führen. Als Spieler kann man sich etwa auf wenige Rohstoffe konzentrieren, zu denen man gezielt geeignete Handwerker zukauft; ebenso erfolgversprechend kann es aber auch sein, durch Verkäufe am Markt ein Goldvermögen aufzubauen, mit dem man sich durch geeignete Handwerker wie z. B. einen Goldschmied ebenso Siegpunkte sichern kann.

### Besonderheiten im Spiel zu zweit
Im Gegensatz zu den meisten vergleichbaren Brettspielen sehen die Regeln auch ein Spiel für zwei Spieler vor, ohne dass dafür der Ablauf wesentlich modifiziert werden muss. Allerdings ergeben sich leicht verschobene Spielsituationen, da insbesondere für die Verteilung der Baumeister weniger Konkurrenz im Spiel ist, was teilweise kritisiert wird.
Dennoch ist es eher ungewöhnlich, dass ein großes Brettspiel für zwei Spieler gut spielbar bleibt. Ausdrücklich für zwei Spieler ist daher das Spiel Die Säulen der Erde – Duell der Baumeister erschienen.

## Spielmaterial

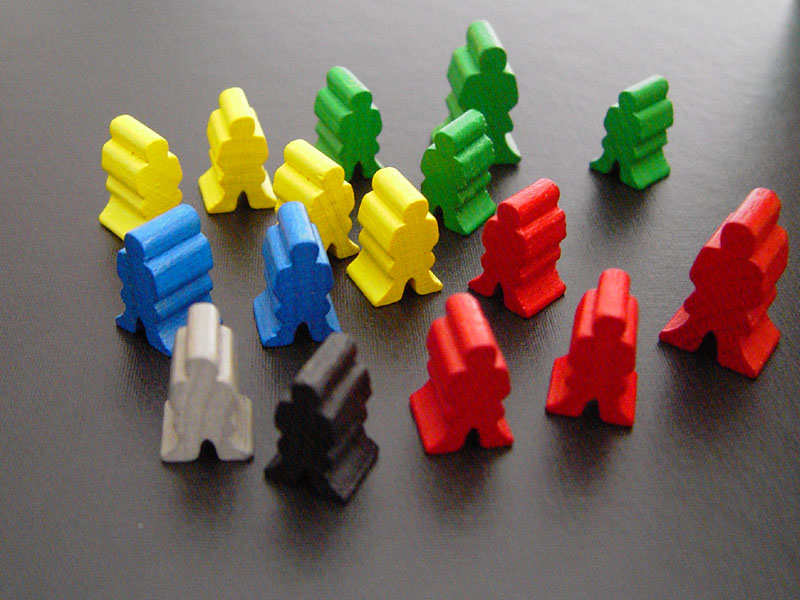
Die Arbeiterfiguren sind ähnlich denen im populären Legespiel Carcassonne gehalten

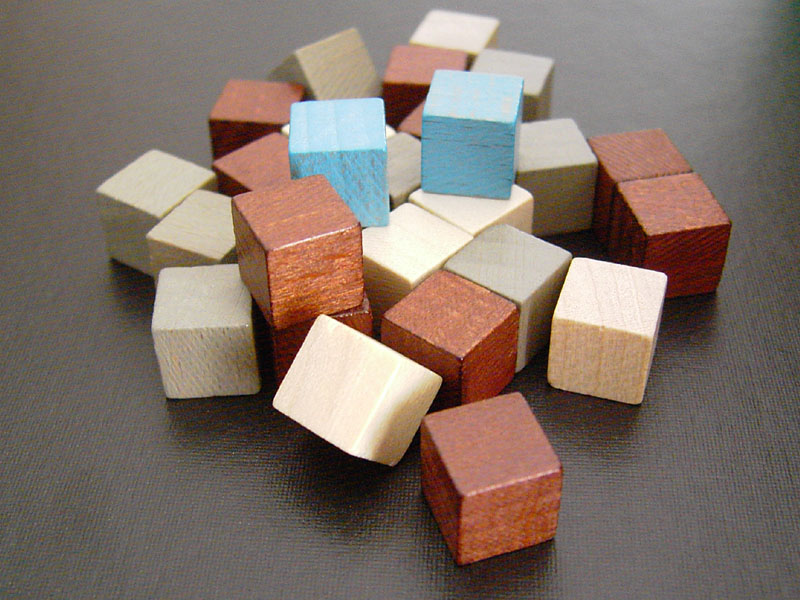
Die unterschiedlichen Rohstoffe werden durch verschiedenfarbige Holzsteinchen repräsentiert

Das Spielmaterial ist vergleichsweise hochwertig gefertigt, so sind die Spielsteine und -figuren ausnahmslos in Holz gehalten und zahlreich vorhanden. Die Holzkathedrale selbst erfüllt keinen spielentscheidenden Zweck, sondern dient lediglich als dekorativer Rundenzähler.
Im Einzelnen im Spiel enthalten sind:
- Spielplan
- Kathedrale aus 6 Einzelteilen
- 12 Baumeister, je 3 in den 4 Spielerfarben
- 32 Arbeiter, je 1 großer und 7 kleine in den 4 Spielerfarben
- 5 neutrale Arbeiter
- 82 Baustoffe in den 4 Rohstoffarben
- 8 Markierungsscheiben als Siegpunkt- und Goldzähler
- Kostenstein
- 36 Handwerkerkarten
- 9 Baustoffkarten
- 16 Vorteilskarten
- 10 Ereigniskarten
- 4 Übersichtskarten
- Spezialwürfel
- Stoffbeutel

## Illustrationen
Das Spiel lebt neben Umsetzung und Thematik vor allem von seiner lebendigen Gestaltung. Der für die grafische Umsetzung verantwortlich zeichnende Michael Menzel bringt denselben detailverliebten Stil ein, der auch schon das von ihm illustrierte Spiel des Jahres Thurn und Taxis sowie das Spiel Jenseits von Theben prägte. Nicht zuletzt die Grafik soll den Romanautor Ken Follett dazu bewogen haben, die Rechte für eine Brettspielversion seines Romans zu vergeben.
Weiterhin wurde angestrebt, neben dem Ausschmücken des Spiels auch den Spielern einen in jeder Hinsicht guten Überblick zu ermöglichen. So wurden die verschiedenen Handwerker ihren Rohstoffen nach unterschiedlich koloriert. Steinverarbeitende Handwerker sind graublau gehalten, solche für die Holzverarbeitung hingegen rotbraun.

## Entstehungsgeschichte
Die Entwicklung des Spieles hat von den ersten Ideen der Autoren an mehr als zwei Jahre in Anspruch genommen. Nach guten Erfahrungen beim Entwurf von Gesellschaftsspielen nach Romanvorlagen, die der Autor Michael Rieneck schon bei den Spielen Dracula und In 80 Tagen um die Welt gesammelt hatte, wurde auch Die Säulen der Erde von Anfang an anhand der Inhalte des Follet-Romans entworfen. Die Lizenzierung des Romans erfolgte dabei im Entwicklungsprozess erst vergleichsweise spät, was allerdings als kein großes Risiko eingestuft wurde, da man das Spielprinzip auch auf ein anderes oder ähnliches Thema hätte adaptieren können. Für den zweiten Autor Stefan Stadler war Die Säulen der Erde die erste Veröffentlichung, bei der er explizit als Autor genannt wird, obwohl er schon zuvor an mehreren Brettspielen von Michael Rieneck mitgewirkt hatte.

## Kritik

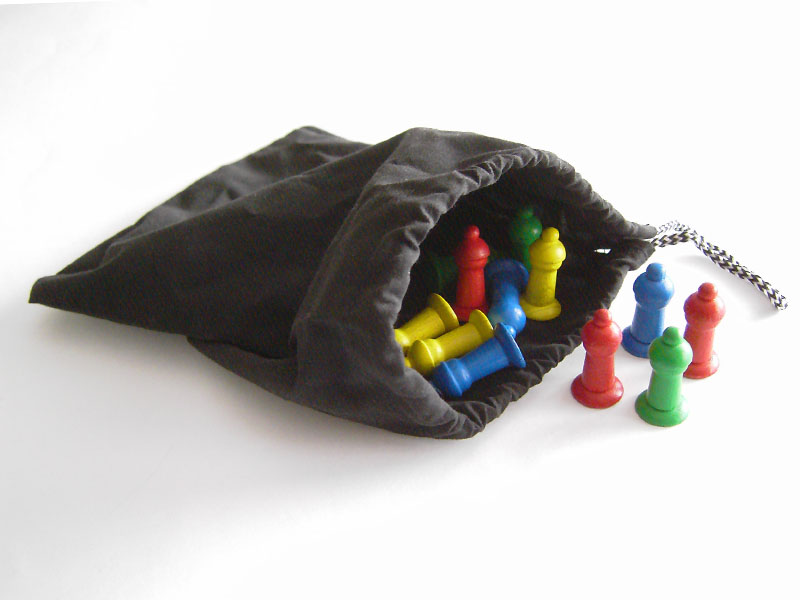
Kritikpunkt: Die Baumeister werden blind aus einem Leinenbeutel gezogen

Ken Follett selbst äußerte sich, nachdem er das Spiel vor der Veröffentlichung mit seiner Familie Probe gespielt hatte:

„Ich muss zugeben, ich hätte mir nie vorstellen können, dass ‚Die Säulen der Erde‘ eines Tages als Brettspiel erscheinen würde. Aber es funktioniert wunderbar und wir alle haben sehr viel Spaß damit.“

Auch in einem überwiegenden Teil unabhängiger Spielerezensionen schnitten Die Säulen der Erde sehr gut ab. Nicht zuletzt deswegen wurden Auszeichnungen wie der Erhalt des Deutschen Spielepreises schon vorab als wahrscheinlich angesehen.
An einzelnen Spielelementen wurde aber auch Kritik geübt, insbesondere die Reihenfolge für das Ziehen der Baumeister kann ein Ungleichgewicht schaffen. Es ist nicht unwahrscheinlich, dass ein Spieler seinen ersten Baumeister erst bekommt, wenn ein Großteil der gewünschten Plätze bereits vergeben ist, worauf er auch keinen taktischen Einfluss nehmen kann. Eine Planung über mehrere Spielzüge wird so erschwert. Die Jury für das Spiel des Jahres schrieb dazu:

„Trotz aller taktischen Möglichkeiten gibt es einen starken Glücksfaktor, was Emotionen schafft.“

Insgesamt erhielten Die Säulen der Erde bei der Bekanntgabe des Spiels des Jahres nur einen weniger prestigeträchtigen Platz auf der Empfehlungsliste.

## Erweiterungen

### Die Säulen der Erde – Die Erweiterung
Zu den internationalen Spieltagen 2007 in Essen wurde als erstes Zusatzpaket Die Säulen der Erde – Die Erweiterung vorgestellt. Die nur mit dem Grundspiel zusammen spielbare Materialerweiterung enthält einen zusätzlichen Spielplan, neue Handwerker sowie Spielsteine in weiteren Farben, um auch ein Spiel mit fünf oder sechs Spielern zu ermöglichen. Die Regeln der Erweiterung sehen kaum Änderungen zum Grundspiel vor. Der neue Spielplan wird neben den Hauptspielplan gelegt und bietet vier neue Möglichkeiten, die Baumeister einzusetzen. Am neuen Handelshafen kann nun lukrativer als bisher am Markt verkauft werden, es können Baumeister nach Frankreich entsendet werden, um sich dort Inspirationen in Form einer besonderen Vorteilskarte zu holen, oder der Spieler kann seine Arbeiter auf einen Kreuzzug schicken, anstatt Rohstoffe zu sammeln.
Die einzige gravierende Regeländerung betrifft das bisher oft kritisierte Einsetzen der Baumeister. Die Regeln weichen insofern vom Grundspiel ab, als jeder Spieler nur noch zwei Baumeister in den Beutel legt. Sobald nun von einem Spieler ein Baumeister gezogen wird, stellt er seinen verbliebenen Baumeister von hinten angefangen auf eine auf dem Spielfeld aufgezeichnete Leiste. Sind alle Baumeister aus dem Beutel gezogen, wird diese Leiste von vorn nach hinten abgearbeitet. Der Spieler, der zuerst einen Baumeister stellen durfte, hat nun also zusätzlich zu den höheren Einsetzkosten den Nachteil, seinen dritten Baumeister erst als letztes platzieren zu können.

### Kleinere Erweiterungen
Ende 2007 erschien eine kleine – aus sechs zusätzlichen Handwerkerkarten bestehende – Spielerweiterung als Beilage zur Spielezeitschrift Spielbox. Bei ansonsten unveränderten Regeln des Grundspiels mit oder ohne der Erweiterung wird in jeder der sechs Spielphasen ein zusätzlicher Handwerker zu den vorhandenen Handwerkerkarten gemischt. Anschließend wird – um wieder auf die korrekte Anzahl zu kommen – eine Karte verdeckt gezogen und aus dem Spiel entfernt. Neben herkömmlichen Handwerkern wurden in die Erweiterung auch neue Ideen eingebracht, beispielsweise ein Marktwart, welcher Siegpunkte in Abhängigkeit von der Anzahl am Markt vertretener Spieler bringt.

## Fortsetzung
Im Oktober 2009 erschien bei Kosmos die Fortsetzung Die Tore der Welt nach der 2007 erschienenen gleichnamigen Romanfortsetzung von Ken Follett, das ebenfalls für zwei bis vier Spieler gedacht ist. Autoren des Spiels sind wieder Michael Rieneck und Stefan Stadler. Es ist ein eigenständiges Spiel mit anderen Spielmechanismen.